# تشارلي نيكولاس
تشارلي نيكولاس (بالإنجليزية: Charlie Nicholas)‏ (30 ديسمبر 1961 بغلاسكو في المملكة المتحدة - ) هو لاعب كرة قدم بريطاني في مركز الهجوم، شارك في كأس العالم 1986. وشارك مع منتخب اسكتلندا تحت 21 سنة لكرة القدم ومنتخب اسكتلندا الثانوي لكرة القدم ‏ ومنتخب اسكتلندا لكرة القدم. أما مع النوادي، فقد لعب مع نادي أبردين ونادي أرسنال ونادي سلتيك ونادي كلايد ورابطة كرة القدم الاسكتلندية الحادية عشر ‏.

## مسيرته الكروية
لعب تشارلي نيكولاس خلال مسيرته الاحترافية مع 3 أندية في سبعة عشر موسمًا وسجل خلالها 154 هدف ضمن 448 مباراة. حيث فاز في ثلاثة مواسم بالكأس وفي موسمين بالدوري.
خاض تشارلي نيكولاس مسيرته مع نادي سلتيك في موسم 1980–81 في المرة الأولى واستمر معه طيلة ثلاثة مواسم ثم في موسم 1990–91 ليلعب معه ستة مواسم، مشاركًا طوالها في 219 مباراة سجل خلالها 90 هدف. ثم انتقل إلى نادي أرسنال في موسم 1983–84 ليلعب معه خمسة مواسم، حيث شارك في 151 مباراة سجل خلالها 34 هدفًا. لينتقل بعدها إلى نادي أبردين في موسم 1987–88 واستمر معه طيلة ثلاثة مواسم، مشاركًا في 78 مباراة سجل خلالها 30 هدف.

## وصلات خارجية
- تشارلي نيكولاس على موقع IMDb (الإنجليزية)
- تشارلي نيكولاس على موقع الاتحاد الأوربي (الإنجليزية)
- تشارلي نيكولاس على موقع قاعدة بيانات كرة القدم.إي يو (الإنجليزية)
- تشارلي نيكولاس على موقع ناشيونال فوتبول تيمز (الإنجليزية)
- تشارلي نيكولاس على موقع Soccerbase.com (لاعب) (الإنجليزية)